# Bizi!
Bizi! («¡vive!», en euskera) es un movimiento altermundialista. Contribuye a aportar respuestas ante los desafíos de la urgencia ecologista y de la justicia social, al nivel mundial como al nivel local. Creado el 24 de junio de 2009 en el contexto de varias movilizaciones antes de la cumbre de Copenhague y con el apoyo de la Fundación Manu Robles-Arangiz, Bizi!  tiene como campo de acción el País Vasco francés y su comunicación es bilingüe, en francés y euskera. Es independiente de cualquier partido político o poder público y rechaza cualquiera estrategia clandestina o acción violenta.

## Organización y principios fundamentales
Según la carta de Bizi!, los 6 pilares sobre los cuales la asociación articula su acción son:
- El diagnóstico, la crítica y las resistencias.
- La elaboración de propuestas concretas.
- La lucha por alternativas colectivas, locales y posibles desde hoy.
- La modificación de los comportamientos individuales y la pedagogía de la práctica.
- La formación interna y externa.
- La participación a la reflexión y a la movilización mundial.

Funcionando de forma democrática de acuerdo con el principio “un miembro, un voto”, se toman decisiones durante reuniones de coordinación abiertas a todos. La asociación está organizada en grupos de trabajo temáticos y en grupos locales geográficos.

## Campo de acción
Bizi! se compromete de forma más amplia a poner en marcha la transición social y ecológica (consumo responsable, banca ética, gestión de los residuos, reducción de la huella ecológica, transición energética...) al organizar eventos, acciones de visibilidad y un trabajo con los gobiernos locales.
Con ciclos de conferencias organizados de forma permanente (Hervé Kempf, Paul Ariès, José Bové, Geneviève Azam, Hervé Le Treut…), Bizi ! participa proporcionando al ciudadano las herramientas de comprensión de las apuestas actuales. Lo que se ha hecho para dar a conocer la asociación entre otro es:
- La revalorización de acciones alternativas llevando valores a nivel ecológico y social con la organización del evento Alternatiba, el pueblo de las alternativas.
- La participación a la creación de una moneda local
- La campaña para fomentar el uso de la bicicleta y el desarrollo de las rutas de autobuses
- La oposición a la nueva línea de alta velocidad Atlantique ( LAV Burdeos – Hendaya) y el apoyo al desarrollo de los transportes en común y de proximidad[3]
- Acciones mediáticas como el entierro del Grenelle de l’environnement (del medio ambiente) con el abandono de la tasa carbono del gobierno Nicolas Sakozy, las operaciones de limpieza de los activos de las bancas criticadas por la inversión ecológicamente irresponsable, las acciones espectaculares contra la apertura de los centros comerciales el domingo.

## Bizi! al nivel internacional
Bizi! se asocia de forma regular a eventos de dimensión internacional: XV Conferencia sobre el Cambio Climático de la ONU 2009 sobre el clima, cumbre alternativa de Cancon en 2010 (al mismo tiempo que la Conferencia de Cancún de 2010 sobre el clima), contra cumbre del G20 de Niza en 2011, cumbre de los pueblos Río+20 en 2012, Foro Social Mundial de Túnez en 2013, para participar a la lucha contra el cambio climático en cooperación con otras asociaciones y movimientos que actúan al nivel internacional.

## Colectivos
Desde la fundación, Bizi! se ha implicado a diferentes colectivos:
- Coordinación contra la línea de alta velocidad Atlantique opuesta a los grandes proyectos inútiles impuestos.[7]
- Colectivo ciudadano local contra las deudas públicas ilegítimas y para una auditoría ciudadana de la deuda pública
- Colectivo País Vasco de apoyo a los que se oponen al proyecto del nuevo aeropuerto en Notre-Dame-des-Landes (Francia).
- Colectivo En Train (En Tren) País Vasco.
- Comité des collèges del Eusko, moneda local ecológica y solidaria en el País Vasco Norte.

## Eventos
Alternatiba, pueblo de las alternativas, es un evento festivo que acoge un largo público alrededor de alternativas concretas al cambio climático y a la crisis ecológica. La primera edición de Alternatiba, patrocinada por Susan George ha ocurrido en 2010. La segunda edición, que tenía que estar patrocinada por Stephane Hessel, ocurrió el domingo 6 de octubre de 2013 en el centro de Bayonne. Según los organizadores, se reunieron 10.000 personas. Al final del evento, los organizadores llamaron a hacer 1000 Alternatiba en toda Europa. En 2014, el movimiento crece y una coordinación de Europa se une a Nantes Países del Loira.